# Aldo Agosti
Aldo Agosti (Torre Pellice, 5 maggio 1943) è uno storico italiano.

## Biografia
Figlio di Giorgio Agosti, uno dei fondatori del Partito d'Azione, Aldo Agosti è nato a Torre Pellice (Torino) nel 1943. Professore emerito di storia contemporanea presso la Facoltà di Lettere dell'Università di Torino, è autore di diverse pubblicazioni sulla storia dei movimenti politici della sinistra e dei suoi protagonisti. Sono di particolare rilievo il suo lavoro sulla storia della Terza Internazionale e la documentata biografia del segretario del Partito Comunista Italiano, Palmiro Togliatti. Agosti è stato condirettore della rivista di storia contemporanea Passato e presente  ed è socio corrispondente dell'Accademia delle Scienze di Torino per la classe di scienze morali, storiche e filologiche. È membro del Consiglio direttivo e del Comitato scientifico dell'Istituto piemontese per la storia della Resistenza e della società contemporanea.

## Opere
- Rodolfo Morandi. Il pensiero e l'azione politica, Bari, Laterza, 1971.
- La Terza Internazionale, prefazione di Ernesto Ragionieri, Roma, Editori Riuniti, 1974-79. Comprende:

1. 1919-1923, pp. XIV-884, 1974.
2. 1924-1928, pp. XVI-1152, 1976.
3. 1928-1943, pp. XXV-2004, 1979.

- Stalin, Roma, Editori Riuniti, 1983.
- Le internazionali operaie, Torino, Loescher, 1983.
- Esperienze e problemi del movimento socialista fra le due guerre mondiali (Agosti ed altri), Milano, F. Angeli, 1987. ISBN 88-204-2380-4.
- La stagione dei fronti popolari (a cura di), Bologna, Cappelli, 1989.
- Togliatti. Torino, UTET, 1996.
- Storia del Partito comunista italiano. 1921-1991, Roma - Bari, Laterza, 1999. ISBN 88-420-5965-X.
- Bandiere rosse. Un profilo storico dei comunismi europei, Roma, Editori Riuniti, 1999. ISBN 88-359-4680-8.
- Enciclopedia della sinistra europea nel XX secolo, (Agosti ed altri), Roma, Editori Riuniti, 2000. ISBN 88-359-4916-5.
- Togliatti. Un uomo di frontiera, Torino, UTET, 2003. ISBN 88-7750-862-0.
- Palmiro Togliatti. A biography, London, IB Tauris, 2009, ISBN 978-1-84511-726-9.
- Il partito mondiale della rivoluzione. Saggi sul comunismo e l'Internazionale, Milano, UNICOPLI, 2009. ISBN 978-88-400-1340-4.
- La storia negata: il revisionismo e il suo uso politico (Agosti ed altri, a cura di Angelo Del Boca), Vicenza, Neri Pozza, 2010. ISBN 978-88-545-0371-7.
- Il partito provvisorio. Storia del PSIUP nel lungo Sessantotto italiano, Roma-Bari, Laterza 2013, ISBN 978-88-581-0838-3.
- Juventus. Storia di una passione italiana dalle origini ai giorni nostri, con Giovanni De Luna,  Milano, UTET, 2019, ISBN 978-88-511-7425-5.